# 父丁
父丁（?—?），墨胎氏，曾任亞官，故稱亞丁。亞微之父，孤竹國的第七任國君。

## 生平
父丁（名竹猷，孤竹國第七任國君），擔任商朝的貞人和司卜，官至亞官。父丁薨逝時，传位于子亞微。
据《卢龙县志》记载，古代孤竹族人在父丁时代发明了通河井和渗水井，他们用陶罐汲水，用陶罐碎片垫底的方法，使族人饮水难的问题得到了大大改善。

## 家庭
兒子
亞微